# Mirko de Montenegro
El príncipe Mirko Petrović-Njegoš de Montenegro (17 de abril de 1879 - 2 de marzo de 1918) nació en Cetiña, siendo el segundo hijo del rey Nicolás I de Montenegro y Milena Vukotić. El príncipe Mirko murió antes que su padre y su hermano mayor el príncipe heredero Danilo.

## Matrimonio

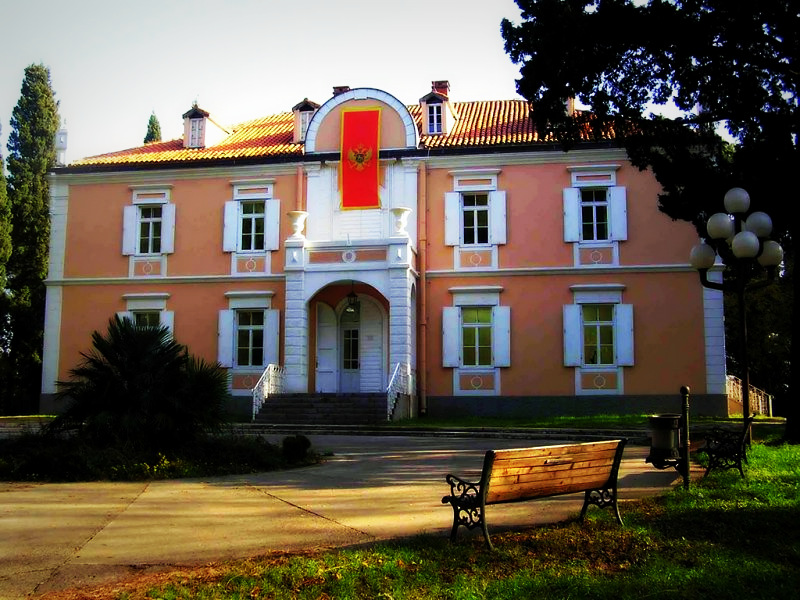
Antiguo palacio del Príncipe Mirko en Podgorica, en la actualidad una galería de arte.

El 25 de julio de 1902, en Cetiña, el príncipe Mirko se casó con Natalia Konstantinović (Trieste, 10 de octubre de 1882 - París, 21 de agosto de 1950), hija de Alejandro Konstantinović y su esposa Milena Opuić, nieta paterna de Alejandro Konstantinović y la princesa Anka Obrenović (sobrina de Miloš Obrenović, fundador de la Casa Real de Obrenović serbia).
La pareja tuvo cinco hijos antes de divorciarse en 1917:
- Príncipe Esteban (27 de agosto de 1903, Cetiña - 15 de marzo de 1908, Cannes).
- Príncipe Estanislao (30 de enero de 1905, Cetiña - 4 de enero de 1908, Kotor).
- Príncipe Miguel (1908-1986).
- Príncipe Pablo (16 de mayo de 1910, Podgorica - junio 1933).
- Príncipe Manuel (10 de junio de 1912, Cetiña - 26 de marzo de 1928, Biarritz).

Su tercer hijo superviviente, el príncipe Miguel, sucedió a Mirko en la línea de sucesión real montenegrina y se convertiría en jefe de la Casa de Petrović-Njegoš y pretendiente al trono montenegrino.

## Trono serbio

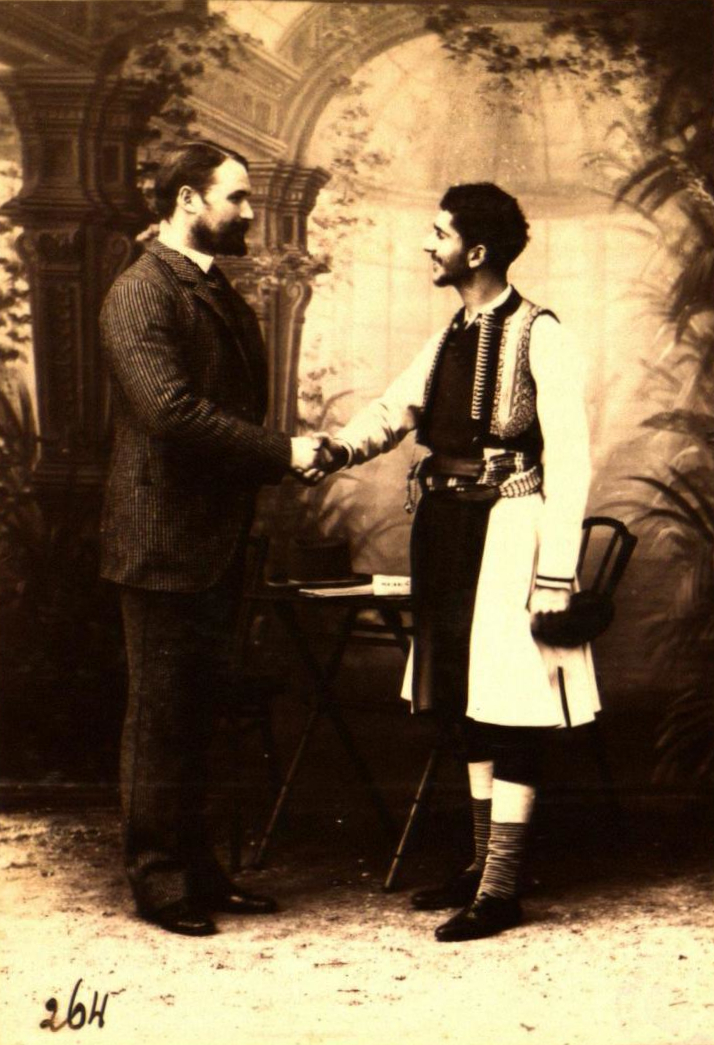
El Príncipe Mirko (derecha) saludando a su tutor, Charles Piguet (izquierda)

Como la esposa del príncipe Mirko era la nieta de Alejandro Constantinović, quien se había casado en 1842 con Anka (Ana) Obrenović, un miembro de la Casa de Obrenović serbia, se acordó con el gobierno serbio que el príncipe Mirko sería proclamado Príncipe Heredero de Serbia en el caso de que el matrimonio del rey Alejandro y Draga Mašin no tuviera hijos.
Mirko perdió esta opción de suceder al trono de Serbia en 1903, debido al asesinato de Alejandro y Draga y la concesión del trono resultante a Pedro Karađorđević, su cuñado. No obstante, en 1911 se unió a la sociedad secreta serbia Mano Negra "Unidad o Muerte" que perseguía la unificación de todos los serbios en los Balcanes, especialmente aquellos que se encontraban dentro de las fronteras de Austria-Hungría, y se determinó que se convirtiera en líder de la sociedad unificada.

## Muerte
Mirko se divorció de su mujer en 1917 y se trasladó de París a Viena donde murió en 1918. Después de su muerte, su hijo de diez años de edad, el príncipe Miguel de Montenegro, fue criado en París por su madre y los miembros residuales de la Familia Real Montenegrina en el exilio. En 1921, tras la muerte del rey Nicolás I de Montenegro y poco después de la abdicación del príncipe heredero Danilo, el príncipe Miguel, con trece años de edad, se convirtió en jefe de la Casa de Petrović-Njegoš, aunque inicialmente bajo una regencia.

## Ancestros
|  |                                                 |  |  |  |  |  |  |  |  |  |  |  |  |  |  |  |
|  | 8. Sava Petrović-Njegoš                         |  |  |  |  |  |  |  |  |  |  |  |  |  |  |  |
|  |                                                 |  |  |  |  |  |  |  |  |  |  |  |  |  |  |  |
|  |                                                 |  |  |  |  |  |  |  |  |  |  |  |  |  |  |  |
|  | 4. Mirko Petrović-Njegoš, Gran Duque de Grahovo |  |  |  |  |  |  |  |  |  |  |  |  |  |  |  |
|  |                                                 |  |  |  |  |  |  |  |  |  |  |  |  |  |  |  |
|  |                                                 |  |  |  |  |  |  |  |  |  |  |  |  |  |  |  |
|  | 9. Angelika Radamović                           |  |  |  |  |  |  |  |  |  |  |  |  |  |  |  |
|  |                                                 |  |  |  |  |  |  |  |  |  |  |  |  |  |  |  |
|  |                                                 |  |  |  |  |  |  |  |  |  |  |  |  |  |  |  |
|  | 2. Rey Nicolás I de Montenegro                  |  |  |  |  |  |  |  |  |  |  |  |  |  |  |  |
|  |                                                 |  |  |  |  |  |  |  |  |  |  |  |  |  |  |  |
|  |                                                 |  |  |  |  |  |  |  |  |  |  |  |  |  |  |  |
|  | 10. Drago Martinović                            |  |  |  |  |  |  |  |  |  |  |  |  |  |  |  |
|  |                                                 |  |  |  |  |  |  |  |  |  |  |  |  |  |  |  |
|  |                                                 |  |  |  |  |  |  |  |  |  |  |  |  |  |  |  |
|  | 5. Anastasija Martinović                        |  |  |  |  |  |  |  |  |  |  |  |  |  |  |  |
|  |                                                 |  |  |  |  |  |  |  |  |  |  |  |  |  |  |  |
|  |                                                 |  |  |  |  |  |  |  |  |  |  |  |  |  |  |  |
|  | 11. Stana Martinović                            |  |  |  |  |  |  |  |  |  |  |  |  |  |  |  |
|  |                                                 |  |  |  |  |  |  |  |  |  |  |  |  |  |  |  |
|  |                                                 |  |  |  |  |  |  |  |  |  |  |  |  |  |  |  |
|  | 1. Príncipe Mirko de Montenegro                 |  |  |  |  |  |  |  |  |  |  |  |  |  |  |  |
|  |                                                 |  |  |  |  |  |  |  |  |  |  |  |  |  |  |  |
|  |                                                 |  |  |  |  |  |  |  |  |  |  |  |  |  |  |  |
|  | 12. Petar Perkov Vukotić                        |  |  |  |  |  |  |  |  |  |  |  |  |  |  |  |
|  |                                                 |  |  |  |  |  |  |  |  |  |  |  |  |  |  |  |
|  |                                                 |  |  |  |  |  |  |  |  |  |  |  |  |  |  |  |
|  | 6. Petar Vukotić                                |  |  |  |  |  |  |  |  |  |  |  |  |  |  |  |
|  |                                                 |  |  |  |  |  |  |  |  |  |  |  |  |  |  |  |
|  |                                                 |  |  |  |  |  |  |  |  |  |  |  |  |  |  |  |
|  | 13. Stania Milić                                |  |  |  |  |  |  |  |  |  |  |  |  |  |  |  |
|  |                                                 |  |  |  |  |  |  |  |  |  |  |  |  |  |  |  |
|  |                                                 |  |  |  |  |  |  |  |  |  |  |  |  |  |  |  |
|  | 3. Milena Vukotić                               |  |  |  |  |  |  |  |  |  |  |  |  |  |  |  |
|  |                                                 |  |  |  |  |  |  |  |  |  |  |  |  |  |  |  |
|  |                                                 |  |  |  |  |  |  |  |  |  |  |  |  |  |  |  |
|  | 14. Tadija Voivodić                             |  |  |  |  |  |  |  |  |  |  |  |  |  |  |  |
|  |                                                 |  |  |  |  |  |  |  |  |  |  |  |  |  |  |  |
|  |                                                 |  |  |  |  |  |  |  |  |  |  |  |  |  |  |  |
|  | 7. Jelena Voivodić                              |  |  |  |  |  |  |  |  |  |  |  |  |  |  |  |
|  |                                                 |  |  |  |  |  |  |  |  |  |  |  |  |  |  |  |
|  |                                                 |  |  |  |  |  |  |  |  |  |  |  |  |  |  |  |
|  | 15. Militza Pavicević                           |  |  |  |  |  |  |  |  |  |  |  |  |  |  |  |
|  |                                                 |  |  |  |  |  |  |  |  |  |  |  |  |  |  |  |
|  |                                                 |  |  |  |  |  |  |  |  |  |  |  |  |  |  |  |